# 비올레트 노지에르
비올레트 노지에르(Violette Noziere)는 프랑스와 캐나다에서 제작된 클로드 샤브롤 감독의 1978년 범죄, 드라마 영화이다. 이자벨 위페르 등이 주연으로 출연하였다.

## 출연

### 주연
- 이자벨 위페르
- 스테판 오드랑
- 장 카르메

### 조연
- 장프랑수아 가루
- 조에 쇼보
- 장피에르 코프
- 장 달맹
- 기 호프망
- 앙리자크 위에
- 베르나데트 라퐁
- 베르나르 알란
- 리사 랭루아
- 파브리스 뤼키니
- 도미니크 자르디